# لو جیانگانگ
لو جیانگانگ (انگلیسی: Lü Jiangang؛ زادهٔ ۱۹ فوریه ۱۹۷۹) بازیکن بیسبال اهل چین بود. در بازی‌های المپیک تابستانی ۲۰۰۸ شرکت کرده‌است.
از باشگاه‌هایی که در آن بازی کرده‌است می‌توان به اژدهایان چونیچی اشاره کرد.